# 亚历山大·斯滕
亚历山大·斯滕（瑞典語：Alexander Steen，1984年3月1日—），瑞典男子冰球运动员。他曾代表瑞典参加2014年冬季奥林匹克运动会冰球比赛，获得一枚银牌。他于2020年12月宣布退役。